# Cheval arabe (Gros)
Cheval arabe, ou Un arabe et son coursier est un tableau orientaliste à l'huile sur toile du peintre français Antoine-Jean Gros, daté et signé de 1817. Donnée à Léon Cogniet, la toile est léguée en 1911 au musée des beaux-arts de Valenciennes où elle est exposée.

## Réalisation
Précurseur parmi les peintres français qui ont représenté le cheval oriental, Antoine-Jean Gros conservait dans son atelier de nombreux objets tels que des housses et des armes orientales, dont il se servait pour ses peintures.

## Parcours du tableau
Cheval arabe entre en possession du peintre Léon Cogniet, qui a prêté le tableau pour une exposition au bazar Bonne-Nouvelle en 1846.